# هولي موريس
هولي موريس (بالإنجليزية: Holly Morris)‏ هي مقدمة تلفزيونية أمريكية، ولدت في 30 سبتمبر 1965 في شيكاغو في الولايات المتحدة.

## وصلات خارجية
- هولي موريس على موقع IMDb (الإنجليزية)
- هولي موريس على موقع روتن توميتوز (الإنجليزية)
- هولي موريس على موقع قاعدة بيانات الفيلم (الإنجليزية)